# Ơn gọi

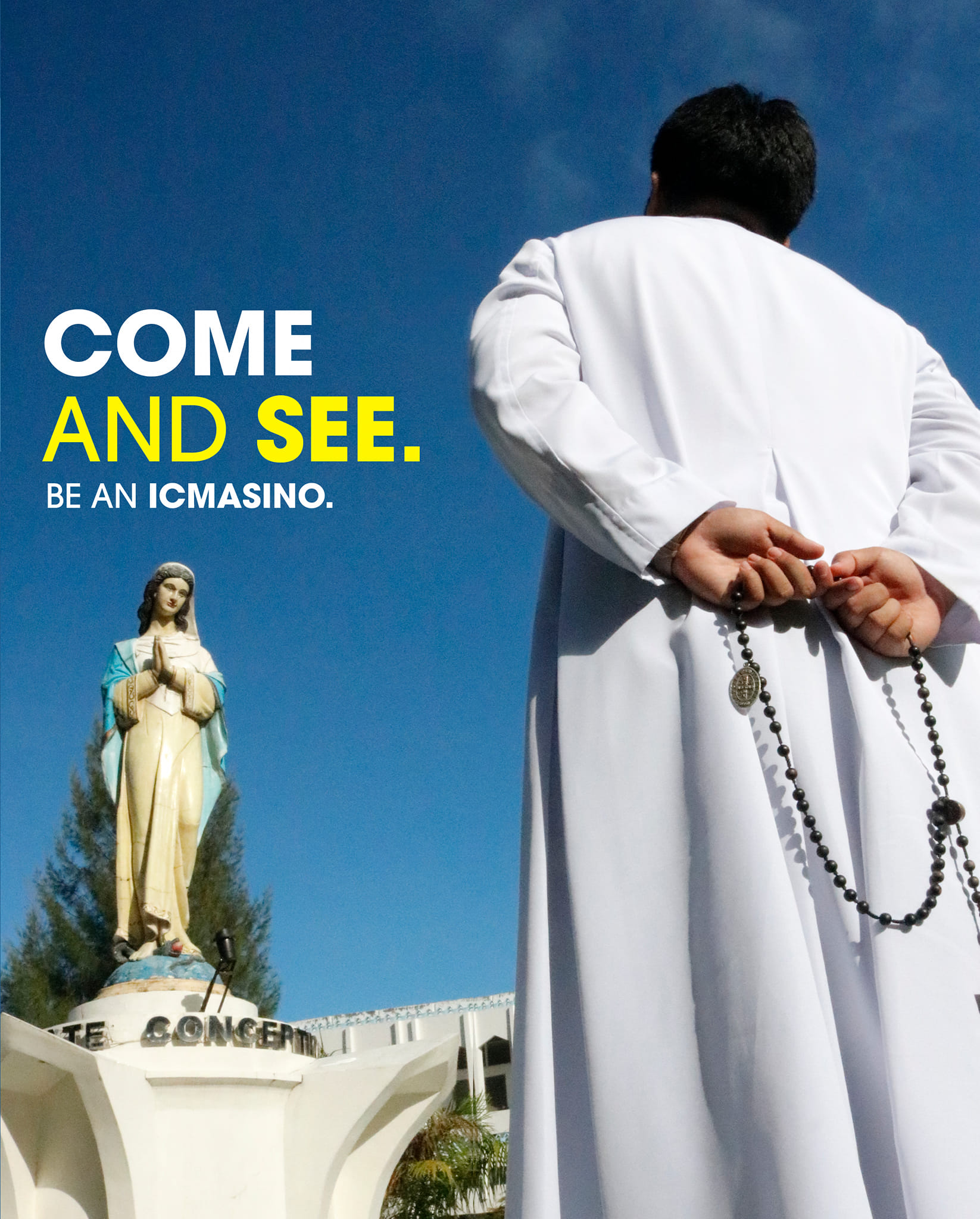
Ơn mời gọi

Ơn gọi (tiếng Latinh: vocatio, n.đ. 'tiếng mời gọi, lời triệu họp') là thuật ngữ này bắt nguồn từ Cơ đốc giáo chỉ về một công việc mà một người đặc biệt bị thu hút hoặc được lựa chọn phù hợp, được đào tạo hoặc đủ tiêu chuẩn để thu hút tiến hành làm. Ơn gọi theo nghĩa tôn giáo là một ơn gọi tôn giáo (xuất phát từ tiếng Latinh có nghĩa là "sự kêu gọi") có thể là một việc làm chuyên nghiệp hoặc tự nguyện và mang phong cách riêng đối với các tôn giáo khác nhau, có thể đến từ một người khác, từ một sứ giả thánh thiêng, hoặc từ nội tâm bên trong chính mình. Ý tưởng về ơn gọi hay “sự kêu gọi” đã đóng một vai trò quan trọng trong Kitô giáo. Kể từ những ngày đầu của đức tin Cơ Đốc, thuật ngữ này đã được áp dụng cho các ứng cử viên cho chức vụ giáo sĩ. Nó nhanh chóng bắt đầu được áp dụng cho những người cảm thấy bị thu hút từ việc tuân thủ đức tin nghiêm ngặt hơn thông qua lối sống chiêm niệm của ẩn sĩ và tu sĩ và nữ tu. Việc sử dụng từ “ơn gọi” trước thế kỷ XVI trước hết ám chỉ đến “sự gọi mời” của Thiên Chúa. Ơn gọi là lời mời gọi của Thiên Chúa dành cho người được mời gọi, tiếng Chúa luôn gọi mời và cũng là sự đáp trả của con người trước lời mời gọi đó. Công giáo La Mã công nhận đời sống hôn nhân, tu trì và thụ phong là ba ơn gọi.
Thánh Giacôbê là anh của Thánh Gioan Thánh Sử. Cả hai được Đức Giêsu mời gọi khi họ đang trên thuyền đánh cá, làm việc với người cha ở biển Galilê. Trước đó, Đức Giêsu đã gọi một đôi anh em khác cũng từ một hoàn cảnh tương tự, đó là Phêrô và Anrê "Đi xa hơn một chút, Người thấy ông Giacôbê, con ông Zêbêđê, và người em là ông Gioan. Hai ông đang vá lưới ở trong thuyền. Người liền gọi các ông. Và các ông bỏ cha mình là ông Zêbêđê ở lại trên thuyền với những người làm công, mà đi theo Người" (Mc 1:19-20). Thánh Giacôbê là một trong ba người được chứng kiến Chúa Giêsu biến hình trên núi Tabor, thấy Chúa Giêsu chữa con gái ông Giairô sống lại, và ở bên Chúa Giêsu khi Ngài hấp hối trong vườn Gếtsimani. Tuy nhiên, có lần Thánh Giacôbê và Thánh Gioan đã muốn lửa thiêu hủy một thành phố ngoại giáo, và rồi hai anh em đã bị Chúa Giêsu quở trách (Lc 9:51-55). Vì lòng nhiệt tình hăng hái của hai vị Tông Đồ này, nên Chúa Giêsu đã đặt cho các Ngài một biệt danh là Con Của Sấm Sét (Mc 3:17). Bên cạnh Thánh Gioan – em của ông và Thánh Phêrô, Thánh Giacôbê được liệt vào số ba vị Tông Đồ được Chúa Giêsu ưu ái cách riêng.

## Chú thích

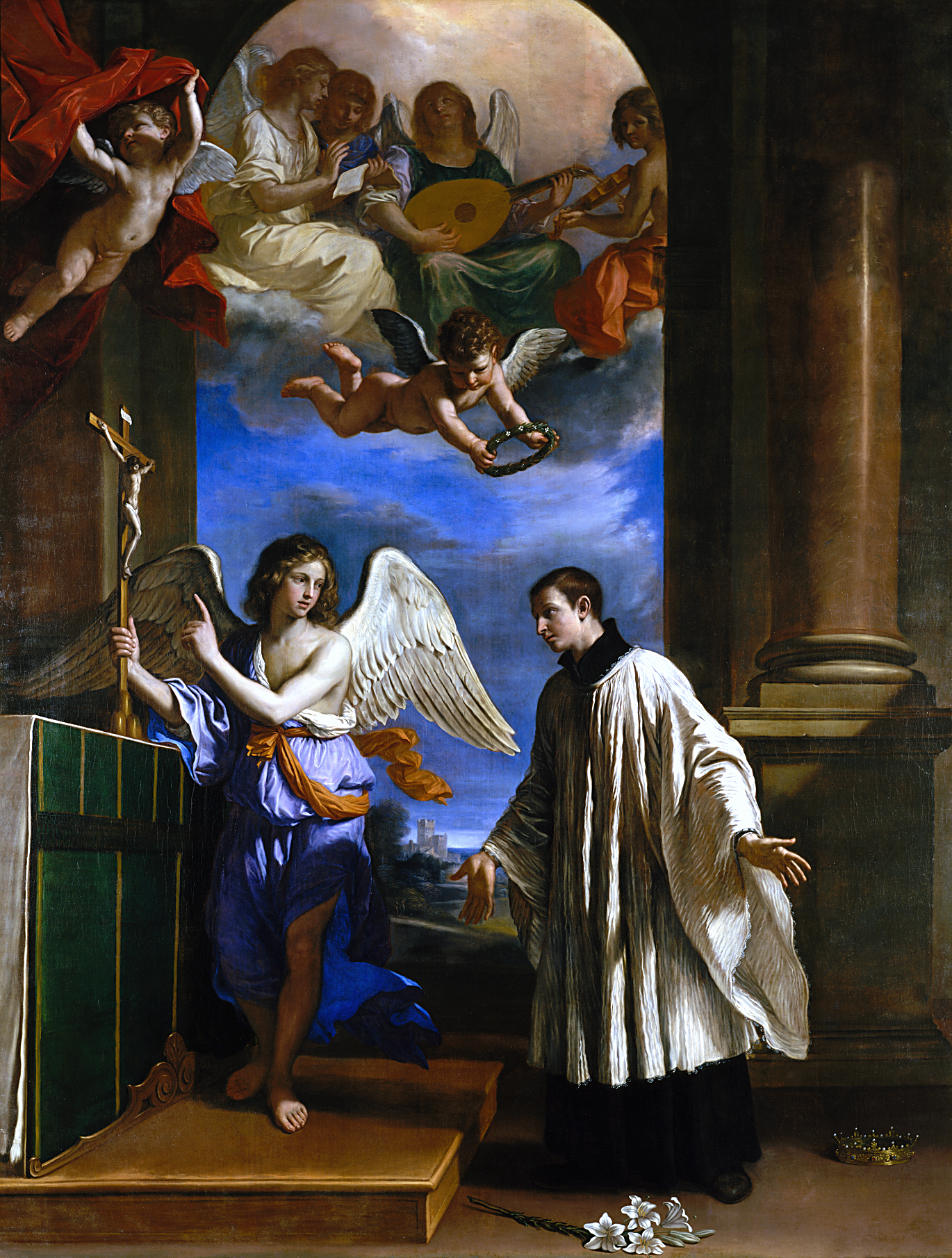
Tranh vẽ cảnh ơn gọi của thánh Luy Gonzaga